# Acidiella rectangularis
Acidiella rectangularis är en tvåvingeart som först beskrevs av Munro 1935.  Acidiella rectangularis ingår i släktet Acidiella och familjen borrflugor.
Artens utbredningsområde är Taiwan. Inga underarter finns listade i Catalogue of Life.